# عبد الله إبراهيم الدوسري
عبد الله إبراهيم مبارك خليل الدوسري سياسي بحريني. عضو في مجلس النواب من 12 ديسمبر 2018 عن الدائرة الثالثة في محافظة الشمالية.

## مجلس النواب
قرر الترشح لعضوية المجلس البلدي عن الدائرة الثالثة في محافظة الشمالية. في الجولة الأولى حصل على 2294 صوت بنسبة 61.80%.
قرر الترشح لعضوية مجلس النواب عن الدائرة الثالثة في محافظة الشمالية. في الجولة الأولى التي أقيمت في 24 نوفمبر 2018 حصل على 1614 صوت بنسبة 36.17% مما استوجب إقامة جولة ثانية في 1 ديسمبر حيث استطاع التغلب على منافسه حافظ الدوسري بحصوله على 2409 صوت بنسبة 61.34%.